# Neohumanisme (tijdschrift)
Neohumanisme is een Belgisch politiek tijdschrift van het Liberaal Vlaams Studentenverbond in Gent dat aanvankelijk van 1936 tot 1965 verscheen en in 1974 werd voortgezet.
Het blad werd opgericht onder impuls van de toenmalige LVSV-voorzitter Frans De Hondt. Toentertijd was Neohumanisme meer dan louter een studentenblad. De redactie had vooral aandacht voor ideologisch sterk onderbouwde artikelen.
Albert Claes was de eerste hoofdredacteur; Adelin Dewael, Albert Maertens, Baan Van Maele, Herman Van Snick en Raymond Wostyn behoorden tot de eerste generatie redactieleden.
In 1965 ging Neohumanisme op in het studentikoze Kruimels.
Sinds 1974 wordt het blad opnieuw uitgegeven, voortbordurend op de vroegere traditie.
Lijst van tijdschriften in België